# Enchophyllum melaleuca
Enchophyllum melaleuca är en insektsart som beskrevs av Walker. Enchophyllum melaleuca ingår i släktet Enchophyllum och familjen hornstritar. Inga underarter finns listade i Catalogue of Life.